# Sarah Jaffe
Sarah Jaffe (Denton, Texas, 29 de enero de 1986) es una cantante y compositora estadounidense.

## Biografía
Sarah Jaffe realizó su primer EP (reproducción extendida) titulado "Even Born Again", el cual fue reconocido por Rolling Stone y el Dallas Observer. A finales de 2009, Jaffe firmó con Kirtland Records y publicó su primer álbum completo “Suburban Nature” en mayo de 2010. Ha estado de gira con Lou Barlow, Norah Jones, Blitzen Trapper y Chelsea Wolfe, además como miembro de bandas Midlake, Old 97’s y Centro-matic.
En 2011 publicó "The Way Sound Leaves a Room", el cual fue promocionado como un EP que incluía un DVD de su actuación en Wyly Theatre en Dallas en febrero de ese año. Esta publicación incluía una cover de una canción de Drake “Shut it Down”. Con esta edición, Sarah comenzó a moverse desde un sonido folk acústico a un sonido más indie rock orquestal, pero esto solo fue una pista de lo que estaba por venir.
En 2012, reveló a sus fanes algunas canciones de su próximo álbum en el New Multitudes Tour. En abril, lanzó su último LP titulado "The Body Wins", producido por John Congleton. En diciembre de ese mismo año, interpretó “Talk”, una canción de su álbum, en Jimmy Kimmel Live.

## Discografía
- 2010: Suburban Nature
- 2012: The Body Wins

### EP
- 2008: Even Born Again
- 2011: The Way Sound Leaves a Room